# Yarra Valley Classic
Lo Yarra Valley Classic è stato un torneo professionistico di tennis che si giocava all'aperto sul cemento di Melbourne Park di Melbourne in Australia. Faceva parte della categoria WTA 500.
La prima ed unica edizione del torneo si è svolta dal 31 gennaio al 6 febbraio 2021.

## Albo d'oro

### Singolare
| Anno | Campionessa    | Finalista        | Punteggio   |
| ---- | -------------- | ---------------- | ----------- |
| 2021 | Ashleigh Barty | Garbiñe Muguruza | 7–6(3), 6–4 |

### Doppio
| Anno | Campionesse                | Finaliste                        | Punteggio |
| ---- | -------------------------- | -------------------------------- | --------- |
| 2021 | Shūko Aoyama Ena Shibahara | Anna Kalinskaja Viktória Kužmová | 6–3, 6–4  |